# Eric Robertson
Eric Nathan Robertson (* 6. April 1948 in Edinburgh, Schottland) ist ein kanadischer Komponist, Organist und Pianist.

## Leben
Robertson studierte in Edinburgh Orgel, Klavier und Musiktheorie bei E. Francis Thomas, Eric Reid und William O. Minay. 1963 ging er nach Toronto, wo er Schüler von Charles Peaker (Orgel) und Samuel Dolin (Komposition) war. Daneben wirkte er als Organist und Chorleiter an der St John’s Lutheran Church und spielte Orgel in der Rhythm-and-Blues-Band Majestics. Von 1966 bis 1990 war er Chorleiter und Organist an der Humbercrest United Church, danach an der St. Paul’s Anglican Church. 1978 wurde er musikalischer Leiter der CBC-Fernsehshow The Tommy Hunter Show. Als Produzent veröffentlichte er Alben u. a. von Liona Boyd, Moe Koffman, Nana Mouskouri und Roger Whittaker. Sein eigenes Album Magic Melodies wurde international 1,25 Millionen Mal veröffentlicht. 
Neben Chor- und Orgelwerken – u. a. Four Songs of Remembrance (1983) und Another Spring (1988) für Chor und Orchester, Jazz Magnificat für Chor und Jazzband und Variations on the ‘Sussex Carol’ für Chor und Orgel – komponierte Robertson mehr als 60 Filmmusiken und die Musiken zu mehreren Fernsehserien.

## Filmografie (Auswahl)
- 1979: Unter strengster Geheimhaltung (Plague)
- 1982: Ein Stern in meiner dunklen Nacht (If You Could See What I Hear)
- 1982: Trapped, die tödliche Falle (Trapped)
- 1983: Avanaida – Todesbiss der Satansviper (Spasms)
- 1985: Der Kuckuck (The Cuckoo Bird)
- 1987: Hart, aber schmerzlich (Home Is Where the Hart Is)
- 1989: Millennium – Die 4. Dimension (Millennium)
- 1990: Heirat in Buffalo (Getting Married in Buffalo Jump)
- 1992: Ich komme niemals in den Himmel (I’ll Never Get to Heaven)
- 1994: Das letzte Rendezvous (Broken Lullaby)
- 1996: Kein Mann ist perfekt (Waiting for Michelangelo)
- 2000: Bonhoeffer – Die letzte Stufe (Bonhoeffer – Agent of Grace)